# Кригер (лунный кратер)
Кратер Кригер (лат. Krieger), не путать с кратером Крюгер (лат. Crüger), — небольшой ударный кратер в восточной части Океана Бурь на видимой стороне Луны. Название присвоено в честь немецкого селенографа Иоганна Непомука Кригера (1865—1902)  и утверждено Международным астрономическим союзом в 1935 г. Образование кратера относится к позднеимбрийскому периоду.

## Описание кратера
Ближайшими соседями кратера Кригер являются кратер Волластон на северо-западе; кратер Ангстрем на востоке-северо-востоке; маленькие кратеры Рокко и Руфь на востоке и кратер Тосканелли на юго-западе. На западе от кратера расположены борозды Аристарха; на северо-западе к нему примыкает борозда Кригера; на юго-востоке находятся борозды Принца и, за ними, горы Харбингер; на юге еще одна ветвь борозд Аристарха; на юго-западе уступ Тосканелли. Селенографические координаты центра кратера 29°01′ с. ш. 45°37′ з. д. / 29,02° с. ш. 45,61° з. д., диаметр 22,9 км, глубина 0,95 км.
Кратер Кригер имеет полигональную форму, умеренно разрушен, южную часть перекрывает кратер Ван Бисбрук. Вал с четко очерченной острой кромкой и гладким внутренним склоном, в западной части вала расположен небольшой разрыв от которого отходит борозда Кригера. Высота вала над окружающей местностью достигает 810 м, объем кратера составляет приблизительно 300 км³.  Дно чаши пересеченное, с множеством холмов.

## Сателлитные кратеры
| Кригер | Координаты                                            | Диаметр, км |
| ------ | ----------------------------------------------------- | ----------- |
| C      | 12°04′ с. ш. 37°52′ в. д. / 12,07° с. ш. 37,86° в. д. | 8,1         |

- Сателлитный кратер Кригер D в 1976 г. переименован Международным астрономическим союзом в кратер Рокко.

## См.также
- Список кратеров на Луне
- Лунный кратер
- Морфологический каталог кратеров Луны
- Планетная номенклатура
- Селенография
- Минералогия Луны
- Геология Луны
- Поздняя тяжёлая бомбардировка